# Patrick Stoof
 (octobre 2018).
Si vous disposez d'ouvrages ou d'articles de référence ou si vous connaissez des sites web de qualité traitant du thème abordé ici, merci de compléter l'article en donnant les références utiles à sa vérifiabilité et en les liant à la section « Notes et références ».
Patrick Stoof, né le 27 juillet 1967 à Tiel, est un acteur, metteur en scène, parolier et enseignant néerlandais.

## Filmographie
- 2007 : Basilicum en Brandnetels de Leyla Everaers : Brent[2]
- 2010 : Dik Trom de Arne Toonen[3]
- 2011 : The Heineken Kidnapping de Maarten Treurniet : Sjors[4]
- 2014 : Anything Goes de Steven Wouterlood : Vader[5]
- 2015 : Jack's Wish de Anne de Clercq : Tommy[6]
- 2016 : Master Spy de Pieter Van Rijn : Leonard de Wolf[7]
- 2018 : Dorst de Saskia Diesing : Kapper[8]